# Codonopsis lanceolata

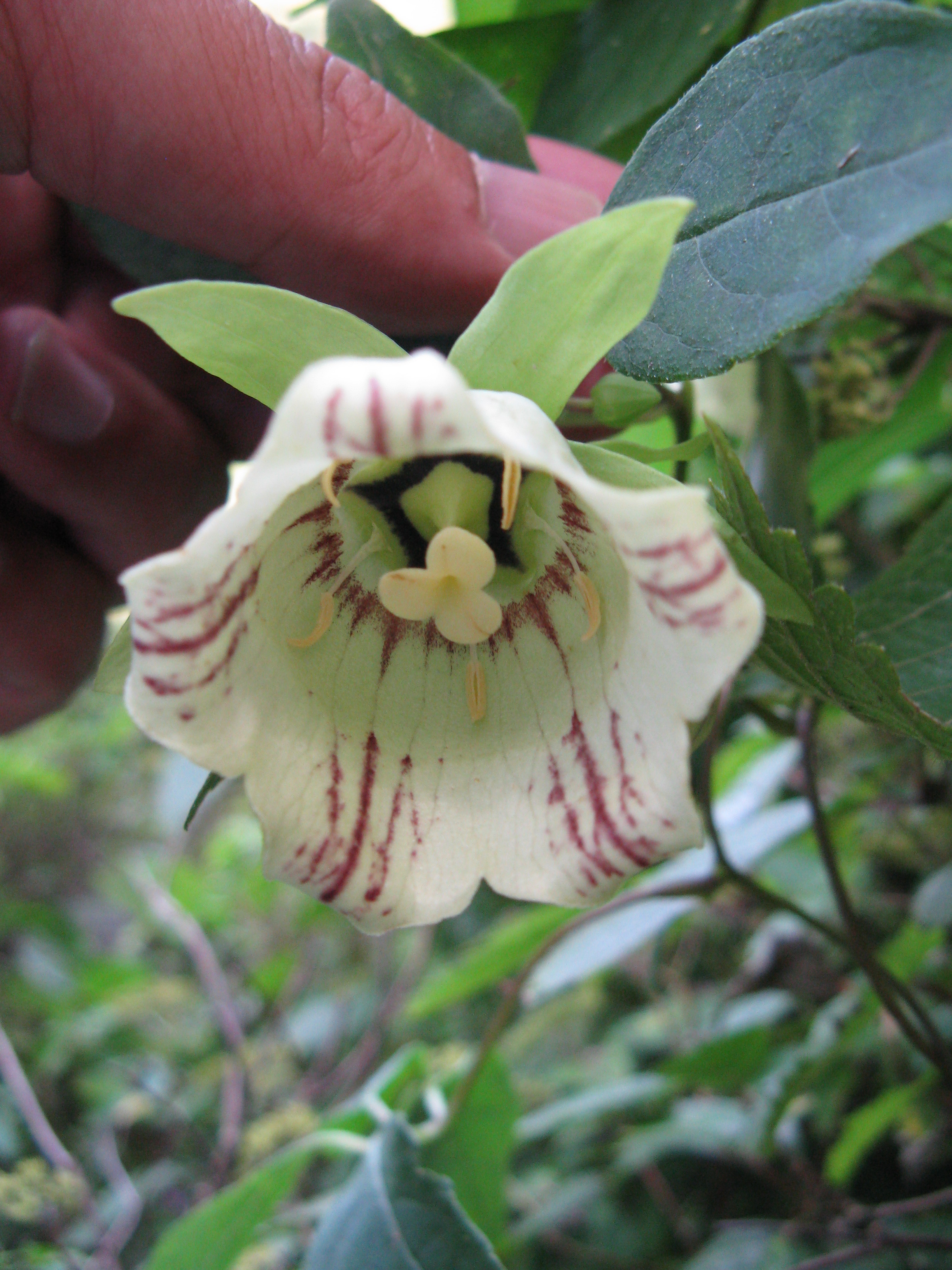
Blüte; hier in der weiblichen Phase mit ausgebreiteten Narbenlappen

Codonopsis lanceolata ist eine Pflanzenart aus der Gattung Codonopsis in der Familie der Glockenblumengewächse. 

## Beschreibung
Codonopsis lanceolata wächst als meist kahle und krautige, windende Kletterpflanze wenige Meter hoch oder weit. Die Sprossachsen sind schlank und grün-purpur.
Die kurz gestielten Laubblätter sind wechselständig an der Sprossachse oder büschelig bis wirtelig an den Zweigenden angeordnet. Sie sind eiförmig bis elliptisch, seltener verkehrt-eiförmig, meist fast kahl, ganzrandig bis leicht gebuchtet oder gekerbt und spitz bis rundspitzig oder stumpf.
Codonopsis lanceolata ist protandrisch, also vormännlich (sekundäre Pollenpräsentation). Die recht großen und hängenden Blüten (Rachenblumen) erscheinen einzeln oder zu zweit. Die gestielten, glockenförmigen und zwittrigen, fünfzähligen Blüten mit doppelter Blütenhülle sind gelblich oder weißlich bis innen mehr oder weniger purpur gefleckt. Die Kelchblätter sitzen seitlich am kleinen und rippigen Blütenbecher. Die wachsige Krone ist verwachsen mit kurzen ausgebogenen Zipfeln. Die kurzen und freien Staubblätter sind eingeschlossen. Der mehrkammerige Fruchtknoten mit kurzem, konischem Griffel ist unterständig, die große Narbe ist dreilappig. Es ist ein fleischiger Diskus und Nektargruben an der Kronbasis vorhanden.
Es werden 2–3 Zentimeter große, lokulizidale und vielsamig Kapselfrüchte (Scheinfrucht) mit beständigem Kelch und Griffelresten gebildet. Die Samen sind kurz geflügelt.
Die Blüten werden nur von Hornissen bestäubt.

## Vorkommen
Codonopsis lanceolata kommt in Japan, Korea und dem südlichen bis nordöstlichen China, der inneren Mongolei bis ins fernöstliche Russland und auf den Kurilen vor.

## Taxonomie
Codonopsis lanceolata wurde 1841 von Philipp Franz von Siebold und Joseph Gerhard Zuccarini in Flora japonica Band 1 Seite 174 als Campanumoea lanceolata erstbeschrieben. Die Art wurde 1878 von Ernst Rudolf von Trautvetter in Flora Terrae Tschuktschorum Seite 46 als Codonopsis lanceolata in die Gattung Codonopsis gestellt. Trautvetter übernahm den neuen Kombinationsnamen von George Bentham und Joseph Dalton Hooker.

## Verwendung
Die Wurzeln werden, vor allem in Korea, als Gemüse oder Salat und auch medizinisch genutzt. Ähnlich werden jene der Ballonblume verwendet. Die jungen Sprossen und Blätter werden ebenfalls gegessen. In Korea ist die Pflanze bekannt als Deodok (더덕).

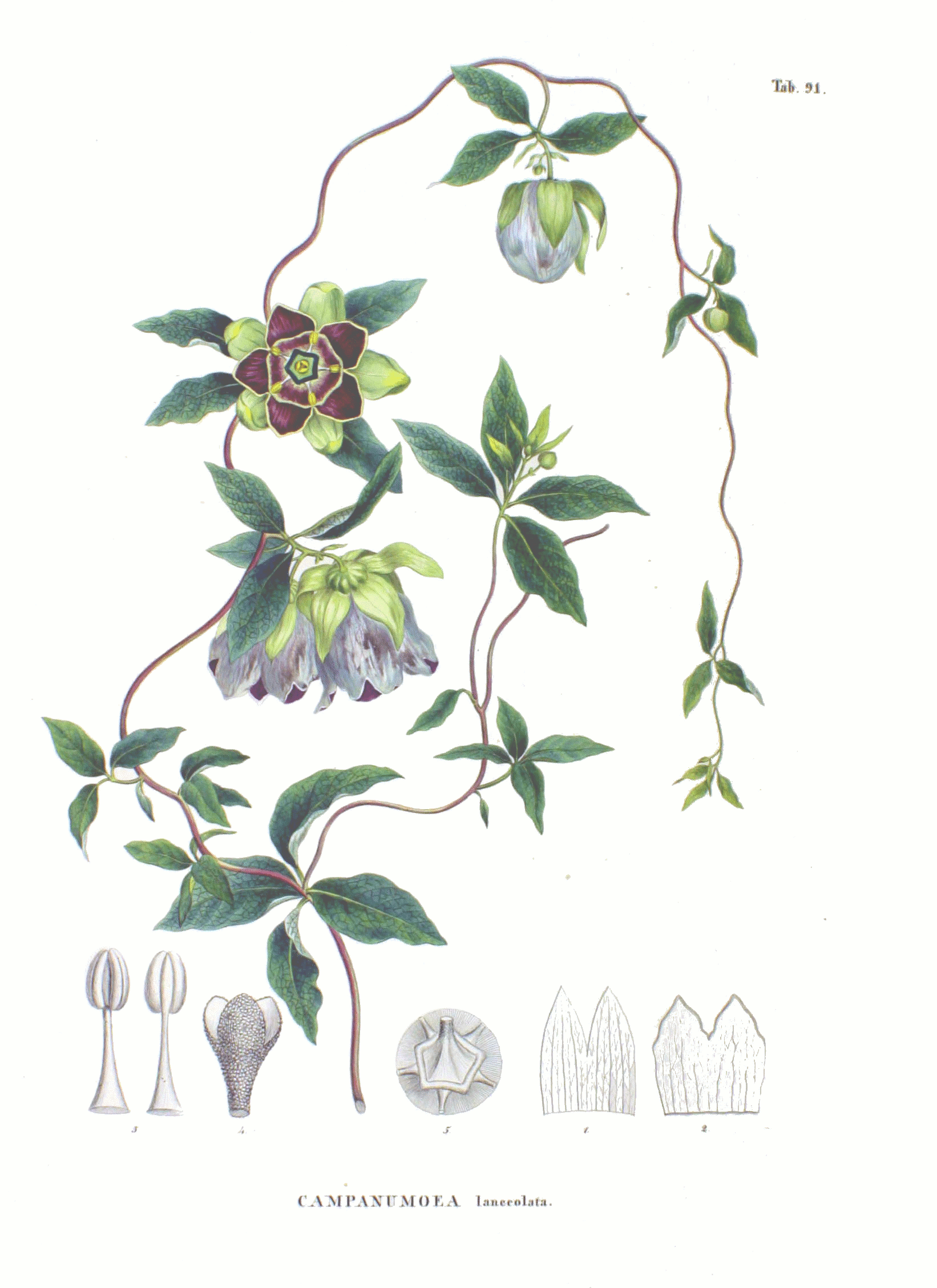
Illustration
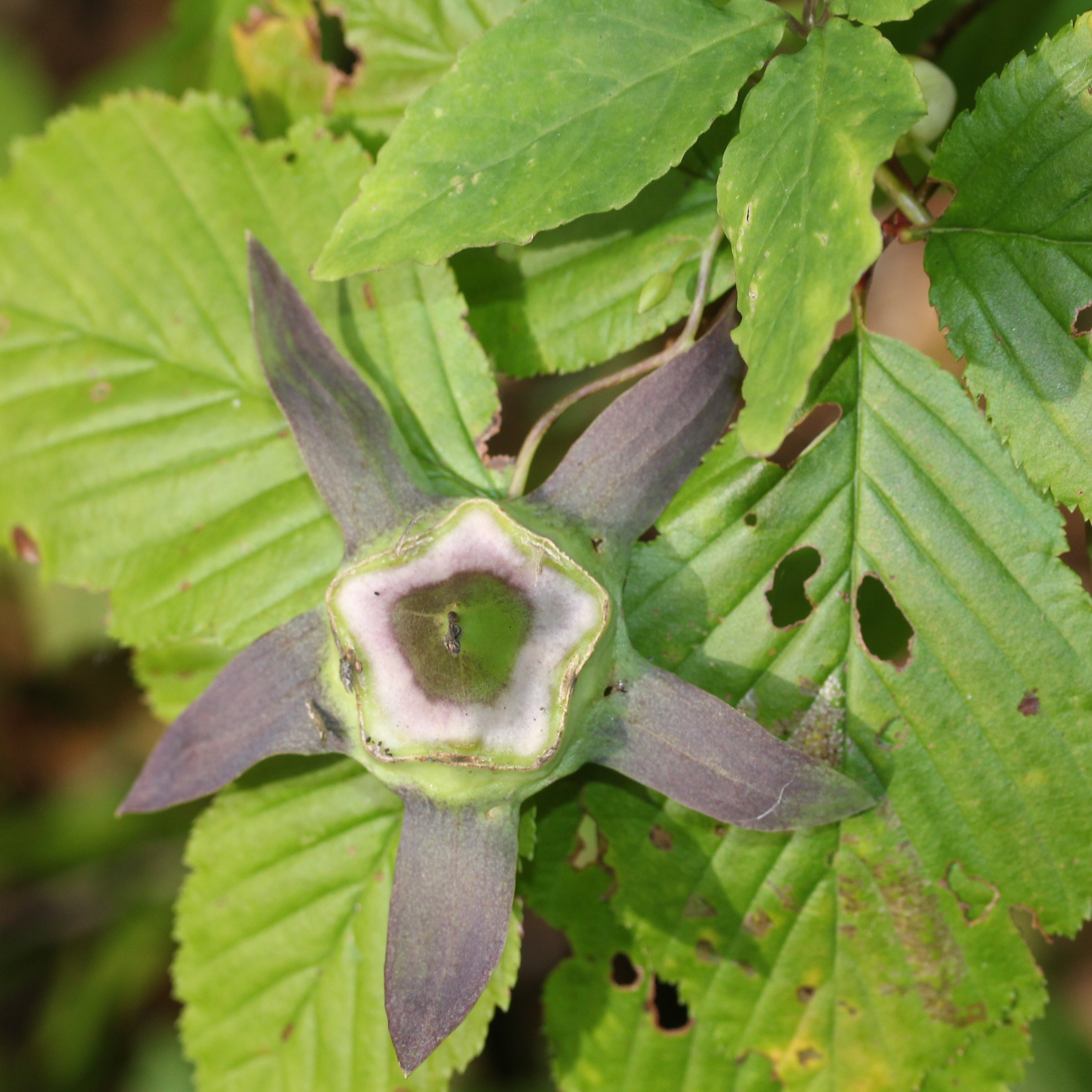
Junge Frucht
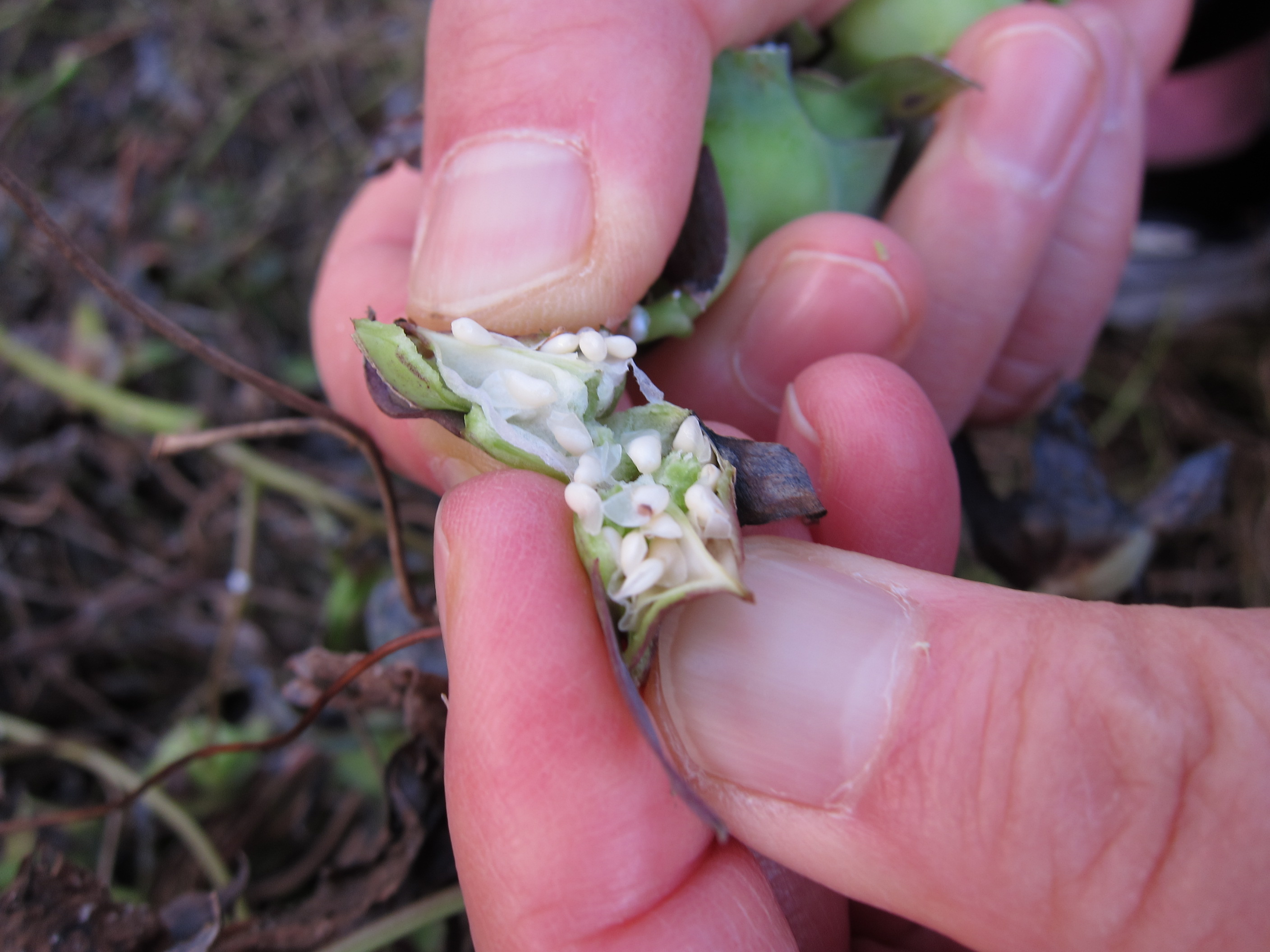
Samen
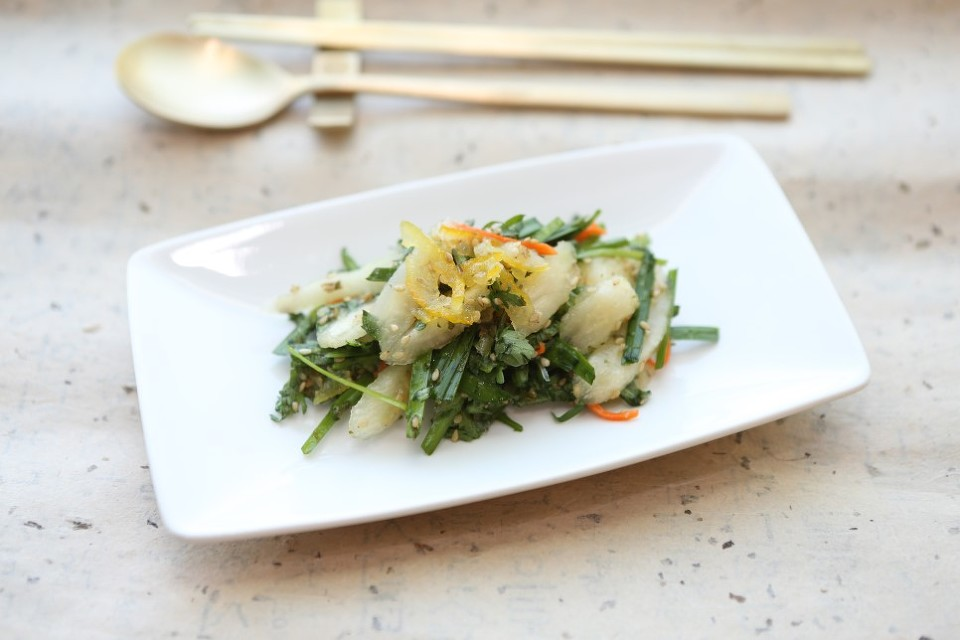
Wurzeln als Salat